# Neofolk
Neofolk (griechisch neos = ‚neu‘, englisch folk von Folklore; die Volkskultur, in diesem Fall Musik betreffend), auch Apocalyptic Folk genannt, ist eine Musikrichtung, die etwa in der Mitte der 1980er Jahre in England entstanden ist.

## Stilistische Einordnung
Neofolk-Kompositionen beruhen hauptsächlich auf einer akustischen Instrumentierung mit Akustikgitarren, Flöten, Trommeln, Geigen oder Celli, häufig unter Verwendung von Synthesizer-Flächen.
Die Musik von Death in June beispielsweise beinhaltet seit The Guilty Have No Pride (1983) „viele Versatzstücke, Klänge, Loop-Techniken oder Herangehensweisen […], die später ausgebaut und verfeinert das Klangbild der Band maßgeblich prägen sollten“. Current 93s Swastikas for Noddy (1988) bewegt sich „zwischen Incredible String Band, Runenmagie, Kinderreimen und Apokalypse“ und vereinte einen Großteil der Protagonisten der Neofolk-Szene. Geprägt wurde der Neofolk besonders durch Current 93s Thunder Perfect Mind und Death in Junes But What Ends When the Symbols Shatter? (beide 1992). Current 93s Album Black Ships Ate the Sky (2006) bietet ein „Klangbild zwischen filigraner Folklore und dezent dröhnender Psychedelik“, eine Mischung aus dissonanten Passagen und den für die Band typischen Folkklängen, aus „experimentellen Tönen und eingängigen, sanften Klängen“, und auf dem Death-in-June-Album The Rule of Thirds (2008) arbeitete Douglas Pearce „nur mit Stimme und Akustikgitarre“, womit es im Grunde „eine reine Folkplatte“ ist.
Zu den Themen der „Neuen Folklore“ zählen unter anderem Naturmystik, Neuheidentum, Christentum, Satanismus, Buddhismus, Chaosmagie, Runologie oder das Mittelalter. Literarische und dichterische Bezüge tauchen häufig auf. Zu den rezipierten Autoren zählen unter anderem Rainer Maria Rilke, Hermann Hesse, Ernst Jünger, Novalis, Yukio Mishima, Julius Evola, Jean Genet und Stefan George.
Die meisten Projekte bestanden und bestehen aus einer Person, die entweder allein oder mit Kollegen und Freunden eine Produktion einspielt. Dabei sind Zusammenarbeit zwischen den Künstlern aus dem Neofolk- oder Martial-Industrial-Umfeld üblich. Gemeinsam ist dabei oft die Verwendung kontroverser Symbolik und ein Hang zu Tabuthemen. Bei ihren Veröffentlichungen legen die Musiker hohen Anspruch auf eine anspruchsvolle und programmatische Gestaltung des Tonträgers, der oft nur in limitierter Stückzahl und in aufwändig gestalteten Box-Sets vertrieben wird.

## Geschichte

### Entstehung und Etablierung im Post-Punk- und Post-Industrial-Kontext
Als Begründer des Neofolk gelten Death in June und Sol Invictus, beide aus der britischen Punk-Band Crisis hervorgegangen, sowie die Band Current 93 von David Tibet, der vorher bei den Post-Industrial-Bands Psychic TV und 23 Skidoo aktiv gewesen war. Es gibt zahlreiche weitere Verschränkungen und Querverbindungen zu Künstlern aus dem Industrial-Umfeld, die vor allem auf die experimentierfreudigen Tage von Current 93 zusammen mit Nurse With Wound oder Death in June mit Boyd Rice und seinem Projekt NON zurückzuführen sind. Dadurch werden etliche Neofolk-Künstler im englischsprachigen Raum als Teil der Post-Industrial-Bewegung angesehen.

### Fortbestand als eigenständige Szene
Die Genre-Bezeichnung selbst wurde jedoch erst mit der wachsenden Popularität des Stils erschaffen und ist seit 1988 belegt. Seither wird die Gemeinschaft aus Musiker und Anhängern von vielen ihrer Angehörigen als eigenständige Szene betrachtet, andere sehen darin noch immer einen Bestandteil der ausklingenden Dark-Wave-Bewegung, in deren Umfeld sich das Neofolk-Genre in den 1980er und 1990er Jahren bewegte. Grund hierfür ist der stilistische Ursprung des Neofolk sowie seine Überlagerungen mit anderen Genres hinsichtlich Thematiken oder klanglicher Komponenten. Musikprojekte wie Allerseelen, Blood Axis, Hekate, Kirlian Camera, Ordo Rosarius Equilibrio, Ostara oder Sixth Comm/Mother Destruction steuern mit einzelnen Tracks in das Neofolk-Umfeld, repräsentieren den Stil jedoch nur teilweise.
Große Bedeutung im Zusammenhang mit der Szene hatte der Londoner Schallplattenladen Vinyl Experience, dessen Katalog sich aus einer Vielzahl von Neofolk-Alben zusammensetzte. Der Laden war ein Kristallisationspunkt der entstehenden Apocalyptic-Folk-Szene. Aus ihm ging der Vertrieb World Serpent Distribution hervor, der 2004 in Insolvenz ging. Bedeutende Musiklabels, die sich auf den Neofolk fokussiert und internationale Interpreten unter Vertrag stehen haben, sind etwa das von Stephan Pockrandt gegründete Dresdner Label Eis und Licht, das von 1998 bis 2010 bestand, das 2009 gegründete Lichterklang aus Gelsenkirchen und das seit 1996 bestehende Prophecy.

### Vorwürfe einer Nähe zum Rechtsextremismus

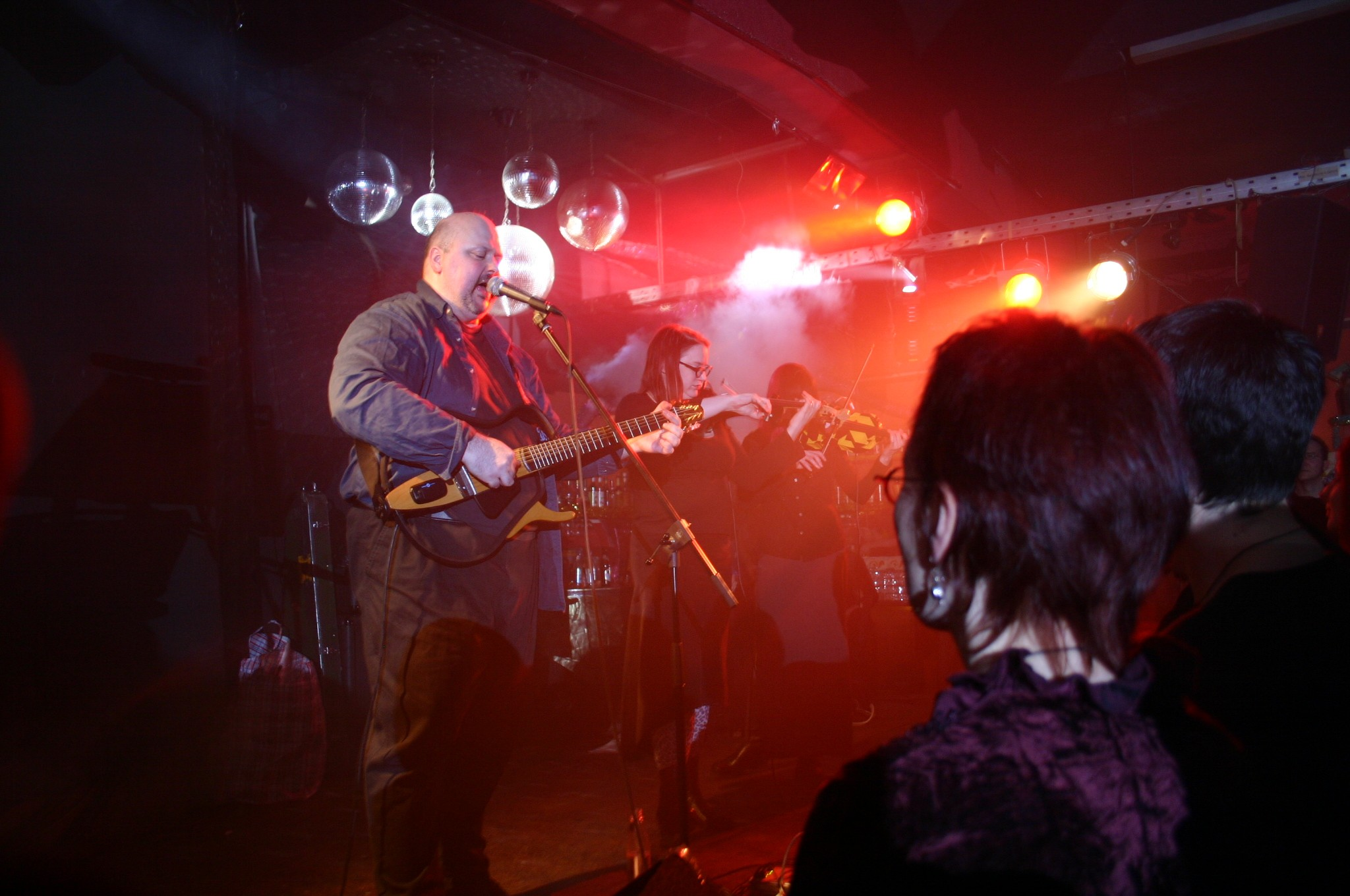
Sol Invictus beim Elfenfolk-Festival

Im überwiegend zu Beginn der 2000er Jahre geführten Diskurs um mögliche rechtsextreme Strömungen in der Schwarzen Szene nahm die Debatte um Neofolk-Interpreten wie Death in June, Sol Invictus, Allerseelen, Von Thronstahl und Blood Axis eine zentrale Rolle ein. Die meisten Publikationen zu Überschneidungen zwischen Dark Wave und neuer Rechter behandeln ausführlich den Neofolk und dessen Interpreten. Als Kernschriften der Auseinandersetzung gelten Ästhetische Mobilmachung von Andreas Speit und Looking for Europe von Andreas Diesel und Dieter Gerten.
Kritikern zufolge werden von diversen Interpreten des Neofolk fatalistische Affirmationen des NS-Regimes vertreten. Obwohl der Nationalsozialismus damit nicht unbedingt verherrlicht wird, würde dieser dennoch religiös verklärt, während seine weltlichen Ursachen verschleiert würden. Im Besonderen gilt die Konstruktion einer nationalen und kulturellen, weißen und europäischen Identität anhand einer eklektizistischen Vermengung europäischer Geschichtsfragmente als bezeichnend für die Offenheit der Neofolk-Szene gegenüber rechten Ideologiebeständen. Direkte Anknüpfungspunkte an die neuen Rechten werden der Neofolkszene besonders in der Kritik an der Moderne, dem Verlangen nach einer eurozentrisch völkischen Identität und einer elitären Selbstverortung attestiert. In der häufig bemühten Suche nach kulturellen Bezugspunkten der eigenen Identität würden völkische, nationalistische, faschistische und nationalsozialistische Symbole, Ideologien und Personen aufgegriffen und aufbereitet. So begründe die elitäre Selbstverortung bei einigen Akteuren einen radikal fatalistischen Sozialdarwinismus.
Mit dem Rückzug auf Interpretationsoffenheit und der Ablehnung eindeutiger politischer Stellungnahmen enthalten sich viele der kritisierten Projekte einer deutlichen Verortung. Fürsprecher von Gruppen wie Death in June, Blood Axis und Allerseelen bezeichnen die Anknüpfungspunkte an rechte Ideologiefragmente als Provokationen und konzeptionell verankerte Gesellschaftskritik, die „mit Unbehagen, Ungewissheiten und provokant missverständlichen Anspielungen und Zitaten operiert.“ Kritiker halten dem jedoch eine generelle Offenheit und Bereitschaft gegenüber neurechten und rechtsextremen Medien als mangelnde Abgrenzung entgegen, die von neurechten Akteuren genutzt würde. Als ein weiteres Problem im Hinblick auf eine potentielle Vereinnahmung von rechts wird der Umstand benannt, dass Interpreten der zweiten Generation auf die Ästhetik zurückgreifen, ohne sich selbst aus der Tradition des Post-Industrials heraus entwickelt zu haben. Diese Interpreten weisen kaum bis keine ästhetischen oder stilistischen Brüche auf, welche einen kritischen Impetus transportieren können.
Vereinnahmungsversuche von rechts ließen sich trotz Ermangelung einer eindeutigen politischen Verortung der meisten der kritisierten Projekte beobachten. Neben vielfachen Besprechungen und Interviews in neurechten und rechtsextremen Zeitschriften und Onlinemagazinen besuchen häufig entsprechende Personengruppen Neofolk-Konzerte. Entsprechend bemühten sich neurechte Akteure wie der Publizist Martin Lichtmesz 2010 den Neofolk als eine rechte Gegenkultur zu deuten.

## Bedeutende Vertreter
- Current 93
- Darkwood
- Death in June
- Fire + Ice
- Forseti
- Hagalaz’ Runedance
- In My Rosary
- :Of The Wand & The Moon:
- Orplid
- Sol Invictus
- Sonne Hagal

## Veranstaltungen
- Wave-Gotik-Treffen Leipzig
- Flammenzauber Heldrungen
- Mithras Garden-Festival Zwickau/Satzvey
- L'affaire fatale Mannheim
- Runes + Men Festival Dresden/Leipzig